# 사노 고다이 (축구 선수)
사노 고다이(일본어: 佐野 航大, 2003년 9월 25일~)는 일본의 축구 선수이다.

## 구단 경력
2022년 J2리그의 파지아노 오카야마에 입단하였다. 2023년 NEC 네이메헌로 이적했다.

## 국가대표팀 경력
그는 2023년 FIFA U-20 월드컵에 참가할 일본 U-20 국가대표팀에 발탁되었으며, 3경기에 출전했다.
그는 2025년 FIFA 월드컵 예선에 참가할 일본 국가대표팀에 발탁되었으며, 6월 10일 인도네시아와의 경기에서 데뷔했다.